# Alonso Pérez
Alonso Pérez, llamado el Salmantino (Don Benito, Badajoz, ¿? - Salamanca, 1596), fue un escritor español de la primera mitad del siglo XVI, autor de una segunda parte de Diana de Jorge de Montemayor.

## Biografía
Aunque se dice que era de Salamanca, en realidad era un extremeño de Don Benito (Badajoz), y estudió en la Universidad de Sigüenza, siendo admitido en octubre de 1562 en el Colegio del Arzobispo de la Universidad de Salamanca; en ella llegó a ser catedrático de filosofía natural y vivió allí hasta su muerte, en 1596; por ello fue conocido como "el Salmantino". También fue canónigo de Plasencia. Según sus propias declaraciones, Alonso Pérez fue amigo personal del poeta Jorge de Montemayor, quien comunicó con él, antes de marcharse a Italia, donde al poco moriría violentamente, los problemas de continuar su famosa novela pastoril, Los siete libros de la Diana. Parece que Montemayor había decidido hacer enviudar a Diana, para casarla de nuevo y así hacerla gozar de máxima felicidad. A la muerte de su amigo, escribió él la continuación, otra novela pastoril, Segunda parte de la Diana (Valencia, 1563; se conoce sin embargo más la de Valencia: Sebastián Mey, 1564), que continuaba la obra de su amigo Montemayor. La obra ha sido muy despreciada por la crítica, quizá por las palabras de Cervantes al condenarla a la hoguera y por el hecho de haber tenido que competir con la continuación de Gaspar Gil Polo; la realidad, sin embargo, es otra, ya que entre 1559 y 1624, época áurea de la novela pastoril, la continuación de Gil Polo se imprimió siete veces, pero la de Alonso más del doble, quince; fue, pues, un éxito en su tiempo. La teoría sobre el amor esbozada en la obra no está inspirada en la filosofía del Neoplatonismo, como las otras de su género, sino que posee algunos rasgos del amor cortés. Por otra parte, mezcla elementos muy heterogéneos que hacen la estructura de la obra compleja y difusa. Fue traducida al inglés por Bartholomew Yong en 1598. 
La obra ha sido estudiada por el hispanista polaco Florian Smieja, quien descubrió la edición valenciana princeps o primera de 1563. El texto puede consultarse en las páginas del proyecto Google Books.

## Obras
- Summa totius meteorologia facultatis et rerum copia uberrima... cui etiam Aristotelei textus in fine Epitome appenditur, Salamanca: Herederos de Juan de Cánova, 1576.
- Epitome in libros metheorologicos Aristotelis, Salamanca: Herederos de Juan de Cánova, 1576.
- Segunda parte de la Diana (Valencia: Sebastián Mey, 1563), muy reimpresa.